# レヴァン・ディアサミゼ
レヴァン・ディアサミゼ（グルジア語: ლევან დიასამიძე、グルジア語ラテン翻字: Levan Diasamidze、1882年9月19日 – 1969年11月19日）は、ジョージアの技師、水力工学者。

## 生涯
1882年にトビリシで誕生。1912年にローザンヌ大学工学校を卒業。その後ジョージアに戻り、主に水道の仕事に従事した。1929年から1935年までナタフタリの水道配管プロジェクトを起草し、建築主任技師を務めた。ジョージア技術大学で水力工学の教授を務め、1945年以降、死去するまで上下水道学部の学部長を務めた。配管工を先行する学生向けの教科書を著した。

## 受賞
- ジョージア科学技術名誉労働者（1946年）
- 労働赤旗勲章